# Пекур Людмила Михайлівна
Людмила Михайлівна Пекур  (нар. 6 січня 1981, Чернігів, СРСР) — українська футболістка, що виступає у півзахисті. Відома перш за все завдяки виступам у складі жіночої збірної України, а також низці російських та українських клубів. Учасниця чемпіонату Європи з футболу серед жінок (2009). Неодноразово виводила збірну на поле як капітан команди.

## Життєпис
Людмила Пекур народилася в Чернігові, де й почала займатися футболом, хоча спочатку спробувала власні сили в інших видах спорту — з 6ти років відвідувала легкоатлетичну секцію, а також займалася аеробікою та гімнастикою. До футбольної школи записалася самотужки, не зважаючи на незгоду матері з зацікавленнями дівчини. Професійну кар'єру розпочала у складі чернігівської «Легенди», з якою неодноразово здобувала «срібло» чемпіонату та доходила до фіналу Кубка України. З 1999 по 2000 рік грала у складі «Донеччанки» і після вирушила до Росії, де захищала кольори «Кубаночки».
Після завершення чемпіонату 2001 року «Кубаночку» було розформовано і Пекур повернулася до України, приставши на пропозицію клубу «Харків-Кондиціонер». У складі харків'ян Людмила двічі стала чемпіонкою країни та двічі виграла кубок, ставши однією з провідних футболісток країни.
У сезоні 2005/06 паралельно грала у футзал за луганський «Інтерпласт» з яким виграла чемпіонат України.
2006 рік вона розпочала вже у російському клубі «Надія», а по завершенню сезону перейшла до «Росіянки» з Красноармійська. Разом з новим клубом Пекур тричі поспіль ставала срібною призеркою чемпіонату та двічі здобувала Кубок Росії. У 2009 році в кар'єрі футболістки сталася визначна подія — разом зі збірною України вона взяла участь у фінальній частині жіночого чемпіонату Європи. А вже наступного року Людмила мала підписати контракт з одним з німецьких клубів, однак через збіг обставин опинилася у воронезькій «Енергії», де її було обрано капітаном команди. Підсумками сезону стало чергове «срібло» чемпіонату та фінал кубка, у якому футболістки з Воронежа поступилися своїм суперницям. Чемпіонат 2011/12 років Пекур провела у пермській «Зірці-2005», а наступного сезону підписала контракт з командою «Рязань-ВДВ».

## Досягнення
- Чемпіонка України з футболу (2): 2003, 2004
- Чемпіонка України з футзалу (1):  2005/06
- Срібна призерка чемпіонату України (6): 1997, 1998, 1999, 2000, 2002, 2005
- Володарка Кубка України (2): 2003, 2004
- Фіналістка Кубка України (4): 1998, 1999, 2002, 2005
- Срібна призерка чемпіонату Росії (4): 2007, 2008, 2009, 2010
- Бронзова призерка чемпіонату Росії (2): 2006, 2012/13
- Володарка Кубка Росії (3): 2008, 2009, 2011/12
- Фіналістка Кубка Росії (2): 2007, 2010

## Цікаві факти
- Виступаючи у складі харківського «Арсеналу» в 2005 році Людмила Пекур встановила рекорд чемпіонатів України, відправивши у ворота херсонської «Южанки» сім м'ячів в одному матчі[4].
- Людмила Пекур закінчила Харківську державну академію фізичної культури та спорту.